# Cindy Greenwood
Priscilla E. (Cindy) Greenwood (Canadá, 3 de diciembre de 1937) es una  canadiense especializada en estadística y profesora emérita de matemáticas en la Universidad de British Columbia .  Es conocida por su investigación en teoría de la probabilidad .

## Educación y carrera
Greenwood se graduó de la Universidad de Duke con una licenciatura en 1959.  Comenzó sus estudios de posgrado en investigación de operaciones en el Instituto de Tecnología de Massachusetts, donde estuvo expuesta a la teoría de la probabilidad a través de un curso sobre procesos estocásticos ofrecido en 1960 por Henry McKean .  Poco después, se cambió a la Universidad de Wisconsin-Madison , donde completó su Ph.D. en 1963 bajo la supervisión de Joshua Chover.  Enseñó durante dos años en North Carolina College antes de mudarse a la Universidad de British Columbia en 1966.  También ha estado asociada con la Universidad Estatal de Arizona, como profesora visitante desde el 2000 hasta el 2003 y desde el 2004 como profesora de investigación.

## Investigación
La investigación de Greenwood en la década de 1970 se refería al movimiento browniano, los procesos de Lévy y la factorización de Wiener-Hopf.  Mediante este método, ella desarrolló la teoría del martintote, un proceso similar a un martingala usado para estudiar las propiedades asintóticas de procesos.
En la década de 1980, Greenwood comenzó a trabajar con Ed Perkins en el análisis no estándar , que utilizaban para estudiar la hora local y las excursiones .  En este período de tiempo, también comenzó a trabajar en procesos indexados, un tema que la llevaría a la teoría de los campos aleatorios , y en semimartingales .  Viajó a Rusia y escribió una monografía sobre las pruebas de ji cuadrado con Mikhail Nikulin.
En 1990, ella e Igor Evstigneev escribieron una segunda monografía, sobre campos aleatorios.  Su investigación en este período también se refirió a la entropía métrica y la eficiencia asintótica. Comenzó su trabajo en bioestadística , con estudios de diferentes poblaciones de mamíferos, y dirigió un importante estudio sobre estimación estadística cerca de puntos críticos de un parámetro.
A partir de 2000, en el estado de Arizona, estudió el ruido rosa y la resonancia estocástica , que aplicó a los modelos epidémicos en bioestadística así como a los patrones de activación de las neuronas.

## Premios y honores
Greenwood fue elegida miembro del Instituto de Estadística Matemática en 1985.  Ganó el Premio Krieger-Nelson de la Sociedad Matemática Canadiense en 2002.

## Libros
- La contigüidad y el principio de invariancia estadística (con AN Shiryayev, Gordon & Breach, 1985)[5]
- Campos de Markov sobre conjuntos contables parcialmente ordenados: extremos y división (con IV Evstigneev, Memorias de la American Mathematical Society 112, American Mathematical Society, 1994)[6]
- Una guía para las pruebas de ji cuadrado (con Mikhail S. Nikulin, Wiley, 1996)[7]
- Modelos de neuronas estocásticas (con Lawrence M. Ward, Mathematical Biosciences Institute Lecture Series, Springer, 2016)